# Geum reptans
Geum reptans — вид квіткових рослин з родини трояндових (Rosaceae). Ареал: Європа (Албанія, Австрія, Болгарія, Чорногорія, Франція, Німеччина, Греція, Швейцарія, Італія, Македонія, Польща, Румунія, Словаччина, Словенія, Сербія, Україна).

## Середовище
Росте на скелястих терасах і в ущелинах скель, частіше на силікатних субстратах, але не уникає вапняків, особливо в альпійській зоні, але з'являється і нижче, а також може досягати нівальної зони, в Альпах від 1800 до 2800(3800) метрів над рівнем моря. 

## Біоморфологічна характеристика
Багаторічна трав'яниста рослина 5–20 см заввишки, стебло пряме, увінчане одною квіткою, листки в приземній розетці лірувато-перисті, є численні надземні повзучі відростки, до 1 м завдовжки, відходять від центру розетки. Квітки 3–4.5 см в діаметрі, жовті, 6–8-пелюсткові. Плід — сім'янка. Цвіте з кінця червня до серпня.